# Pythonirvana muiri
Pythonirvana muiri är en insektsart som beskrevs av Baker 1923. Pythonirvana muiri ingår i släktet Pythonirvana och familjen dvärgstritar. Inga underarter finns listade i Catalogue of Life.